# Salla, Estland
Salla är en ort i Estland. Den ligger i Rakke kommun och landskapet Lääne-Virumaa, i den centrala delen av landet, 110 km sydost om huvudstaden Tallinn. Salla ligger 110 meter över havet och antalet invånare är 138.
Terrängen runt Salla är platt. Runt Salla är det mycket glesbefolkat, med 6 invånare per kvadratkilometer. Närmaste större samhälle är Rakke, 8,1 km väster om Salla. I omgivningarna runt Salla växer i huvudsak blandskog.